# Monti dell'Ammiragliato
I Monti dell'Ammiragliato (in lingua inglese: Admiralty Mountains)  o Catena dell'Ammiragliato (in lingua inglese: Admiralty Range) sono un vasto gruppo di alte montagne, catene e creste montuose quasi tutte aventi una denominazione individuale, situate nell'entroterra della costa di Pennell e sulla costa di Borchgrevink, nella Terra della Regina Vittoria, e che fanno parte dei monti Transantartici, in Antartide.
Il grande gruppo montuoso è orientato in direzione nord-ovest/sud-est ed è delimitato, a ovest dall'estremità meridionale del ghiacciaio Ebbe e da quella settentrionale del ghiacciaio Tucker, a nord dal Capo Adare, a nord-est dall'oceano Pacifico, a est dal mare di Ross e a sud dal ghiacciaio Tucker.
Nevai è ghiacciai dividono la catena montuosa formando altre catene più piccole come la dorsale Homerun, a ovest, la dorsale Lyttelton, a est, e le cime Robinson, a nord-ovest. 

## Storia
I monti furono scoperti nel gennaio 1841 dal capitano James Clark Ross che ne assegnò la denominazione in onore dei Lords Commissioners of the Admiralty, ossia dei Lord Commissari dell'Ammiragliato del Regno Unito, sotto il cui comando prestava servizio.

## Vette principali
La catena include le seguenti vette, elencate in ordine di altezza decrescente:
| Mountain/Peak      | metres | feet   | coordinates      |
| ------------------ | ------ | ------ | ---------------- |
| Monte Minto        | 4,165  | 13,665 | 71°47′S 168°45′E |
| Monte Adam         | 4,010  | 13,156 | 71°47′S 168°37′E |
| Monte Ajax         | 3,770  | 12,369 | 71°48′S 168°27′E |
| Monte Sabine       | 3,720  | 12,205 | 71°55′S 169°33′E |
| Monte Royalist     | 3,640  | 11,942 | 71°47′S 168°30′E |
| Monte Bevin        | 3,490  | 11,450 | 71°54′S 169°27′E |
| Monte Black Prince | 3,405  | 11,171 | 71°47′S 168°15′E |
| Monte Peacock      | 3,210  | 10,531 | 72°13′S 169°27′E |
| Monte Gilruth      | 3,160  | 10,367 | 71°44′S 168°48′E |
| Monte Achilles     | 2,880  | 9,449  | 71°53′S 168°08′E |
| Monte Parker       | 1,260  | 4,134  | 71°15′S 168°05′E |

## Altri elementi di interesse geografico
- Atkinson Glacier
- Baldwin Bluff
- Brewer Peak
- Burnette Glacier
- Church Glacier
- Church Ridge
- Cracktrack Glacier
- Crandall Peak
- DeAngelo Glacier
- Deming Glacier
- Dennistoun Glacier
- DuBridge Range
- Dugdale Glacier
- Dunedin Range
- Elsner Ridge
- Fendley Glacier
- Field Névé
- Findlay Range
- Fischer Ridge
- Fitch Glacier
- Fowlie Glacier
- Freimanis Glacier
- Gadsden Peaks
- Geikie Ridge
- Grigg Peak
- Helman Glacier
- Ironside Glacier
- Jennings Peak
- Kelly Glacier
- Kirk Glacier
- Lange Peak
- Lann Glacier
- Leander Glacier
- Luther Peak
- Lyttelton Range
- Man-o-War Glacier
- Massey Glacier
- Meier Peak
- Mount Achilles
- Mount Bierle
- Mount Brazil
- Mount Chider
- Mount Emerson
- Mount Eos
- Mount Faget
- Mount Francis
- Mount Frishman
- Mount Gleaton
- Mount Granholm
- Mount Greene
- Mount Hart
- Mount Herschel
- Mount Humphrey Lloyd
- Mount Kyle
- Mount LeResche
- Mount Lozen
- Mount Midnight
- Mount Parker
- Mount Pearigen
- Mount Pew
- Mount Pittard
- Mount Ruegg
- Mount Schaefer
- Mount Shadow
- Mount Shelton
- Mount Titus
- Mount Von Braun
- Mount Whewell
- Mount Wright
- Murray Glacier
- Nash Glacier
- Novasio Ridge
- Ommanney Glacier
- Pitkevitch Glacier
- Rastorfer Glacier
- Robinson Heights
- Rowles Glacier
- Saxby Pass
- Shadow Bluff
- Shipley Glacier
- Simpson Glacier
- Slagle Ridge
- Slone Glacier
- Sorensen Peak
- Splettstoesser Pass
- Staircase Glacier
- Stamper Peak
- Tocci Glacier
- Tombstone Hill
- Towles Glacier
- Tucker Glacier
- Wallis Glacier
- Wetmore Peak
- Whewell Glacier
- Whitehall Glacier
- Wylie Ridge

## Mappe
Di seguito una serie di mappe in scala 1:250.000 realizzate dallo USGS in cui è possibile vedere i monti dell'Ammiragliato in tutta la loro estensione:

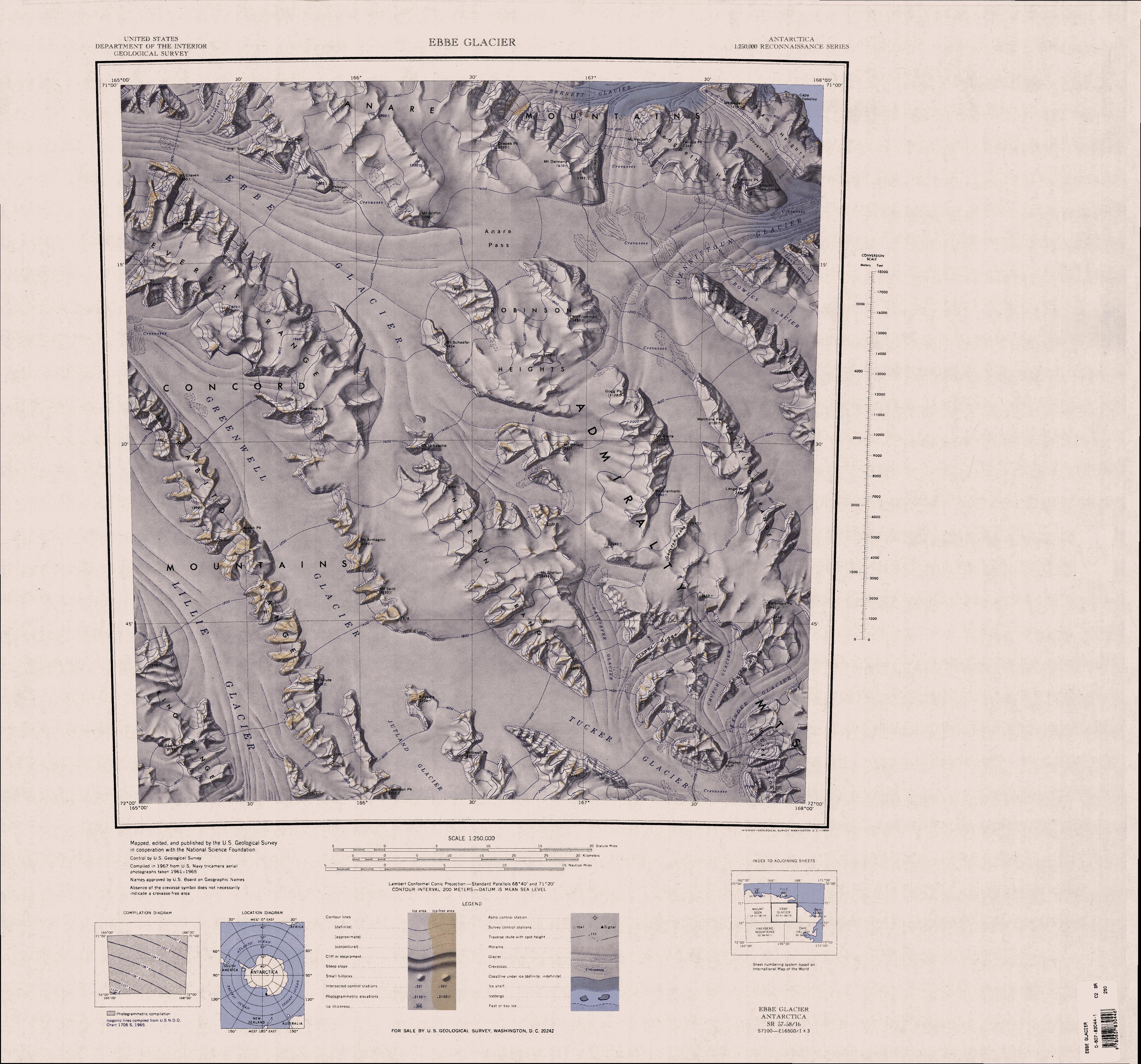
La parte occidentale della catena.
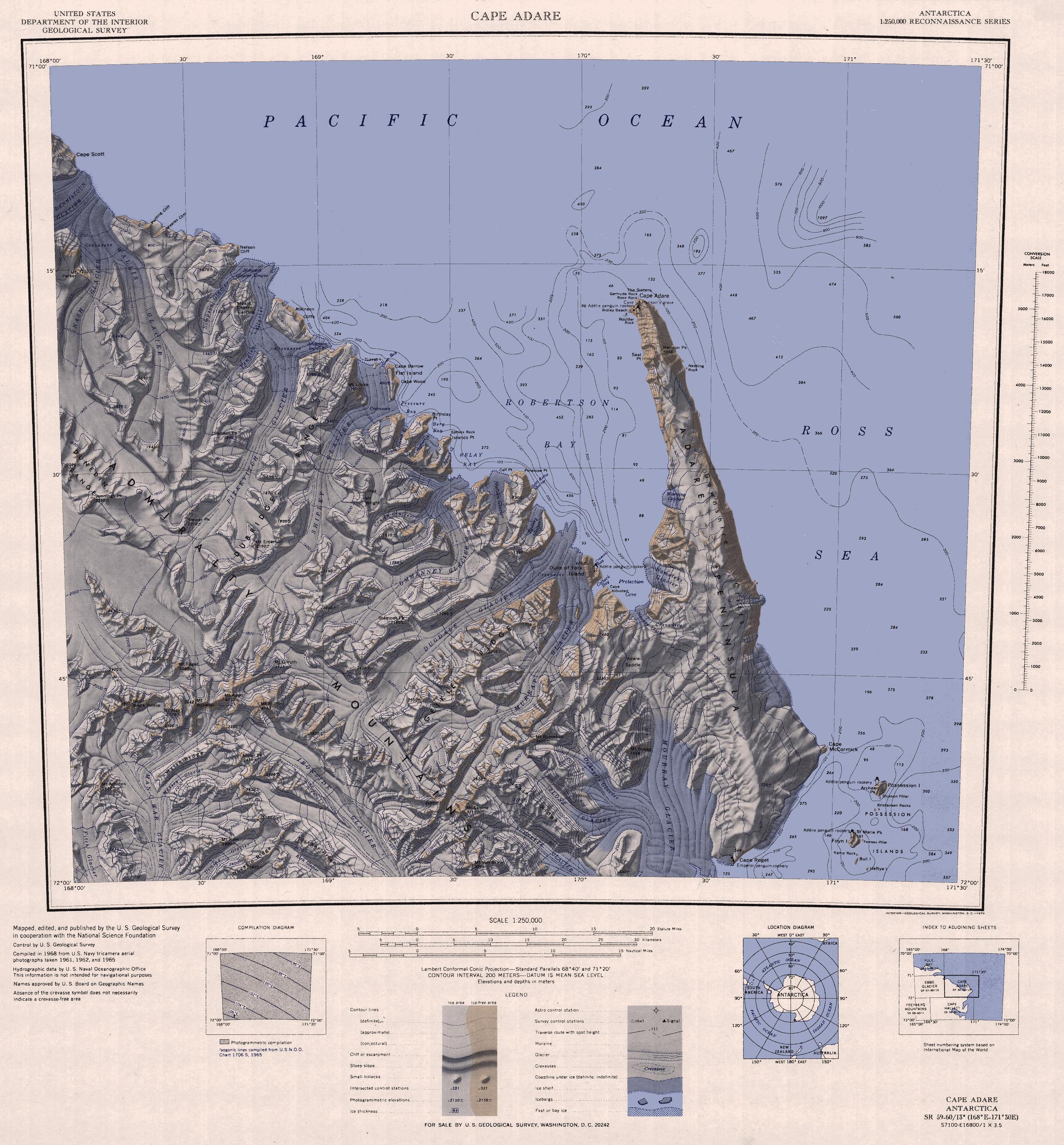
La parte nord-orientale della catena.
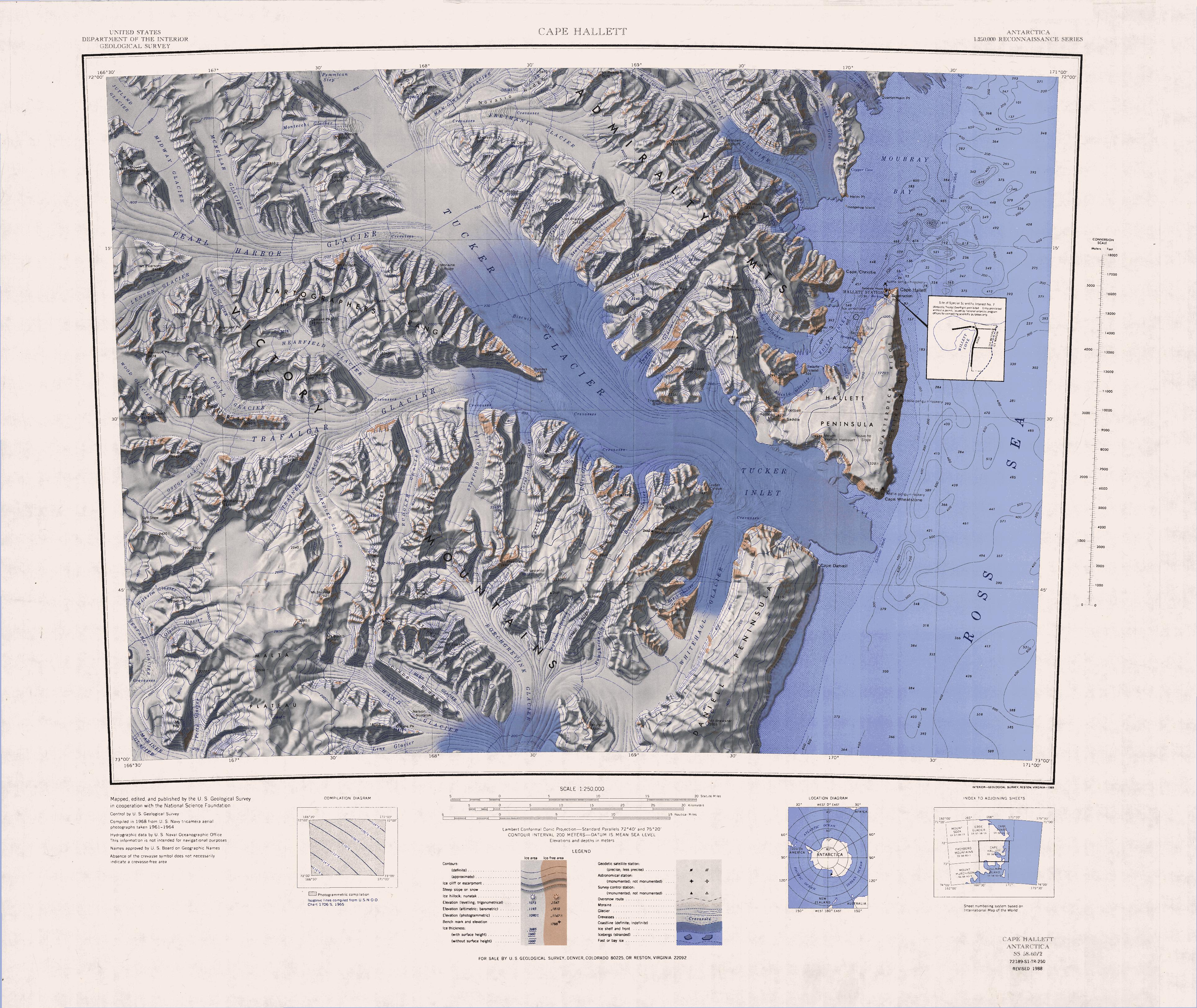
La parte sud-orientale della catena.